# Venon, Eure
 Venon  là một xã thuộc tỉnh Eure trong vùng Normandie miền bắc nước Pháp.